# Savannah Broadus
Savannah Broadus (18 september 2002) is een tennisspeelster uit de Verenigde Staten.
In 2019 won ze samen met Abigail Forbes de meisjesdubbelfinale van Wimbledon.